# أحمد أحمد علي الرحومي
أحمد أحمد علي الرحومي (1936 - 7 سبتمبر 2016م) عسكري يمني ولد في الروضة بصنعاء ، ولد ونشأ في وادي ظهر في مديرية بني الحارث في محافظة صنعاء، وتلقى تعليمه في عدد من الكتاتيب والمدارس التقليدية، ثم التحق بكلية الشرطة في مدينة صنعاء، وتخرج منها عام 1375هـ/ 1955م، ثم التحق بمدرسة الأسلحة، فتخرج منها عام 1381هـ/ 1961م، ثم التحق بعدد من الدورات العسكرية، في التدريب على الأسلحة الخفيفة والثقيلة، ودورة في اللغة الإنجليزية.

## حياته وأدواره
تعين مدربًا لأفراد الشرطة في مدينة تعّز عام 1376هـ/ 1956م، ثم ضابطًا في أمن مستشفى مدينة تعّز في نفس العام، ثم مديرًا للأمن في منطقة المخاء في العام نفسه، ثم ضابطًا للأمن في مستشفى الحديدة عام 1377هـ/ 1957م، ثم مدرسًا في مدرسة الأسلحة، ثم قائدًا لجناح المدرعات في المدرسة نفسها عام 1380هـ/ 1960م، ثم قائدًا لمنطقة (عبس) في محافظة حجة، وعضوًا في مجلس قيادة الثورة عام 1383هـ/ 1963م، ثم نائبًا لوزير الداخلية عام 1385هـ/ 1965م، ثم وزيرًا للخزانة عام 1386هـ/ 1966م، ثم أعيد تعيينه في نفس المنصب ثم وزيرًا للداخلية عام1387هـ/1967م، ثم وزيرًا للمواصلات عام 1388هـ/ 1968م، ثم وزيرًا للخزانة عام 1390هـ/ 1970م، ثم وزيرًا للداخلية، ثم مستشارًا لرئيس مجلس الوزراء في العام نفسه، ثم رئيسًا لمجلس إدارة شركة الأدوية، ثم رئيسًا لمجلس إدارة المؤسسة العامة لصناعة الغزل والنسيج، ثم نائبًا لرئيس لجنة (التصحيح).

## أدوار
شارك في وقائع ثورة 26 سبتمبر التي أطاحت بالنظام الملكي عام 1382هـ/ 1962م، وفي فك حصار صنعاء من قبل فلول القوات الملكية لمدة سبعين يوما عام 1387هـ/ 1967م.
ساهم في إعداد كتاب: أسرار ووثائق الثورة اليمنية مع عدد من ضباط الثورة، وحضر عددا من المؤتمرات السياسية، منها: مؤتمر حرض عام 1383هـ/ 1963م، ومؤتمر خمر عام 1385هـ/ 1965م، ومؤتمر (عمران)، ومؤتمر (هرار).